# ザムファラ州

ザムファラ州
Zamfara جهار زمفر  𞤤𞤫𞤴𞤣𞤭 𞤶𞤢𞤥𞤬𞤢𞤪𞤢州の愛称: 農業は我らの誇り

ザムファラ州 (ザムファラしゅう、英語：Zamfara State、ハウサ語：جهار زمفر、フラ語：𞤤𞤫𞤴𞤣𞤭 𞤶𞤢𞤥𞤬𞤢𞤪𞤢) はナイジェリア北西部の州。州都はグサウ。知事はマフムド・シンカフィ。1996年にソコト州から南東部が分割され設置された。東にカツィナ州、南東にカドゥナ州、南にナイジャ州、南西にケビ州、北にニジェールのマラディ州と接する。ザムファラ州はナイジェリアで最初にシャリーアを導入した州である。
ニジェール川の支流ソコト川が州の東からグサウを経て北へ流れる。

## 地方行政区
ザムファラ州には14の地方行政区 (Local Government Area, LGA) が置かれている。
| - アンカ - カウラ＝ナモダ - グサウ - グンミ - シンカフィ - ズルミ - タラタ＝マファラ | - ツァフェ - バクラ - ビルニン＝マガジ/キヤウ - ブックユム - ブングドゥ - マラドゥン - マル |

## 住民
ザムファラ州はハウサ族が多数派で、グワリ族、カムク族、カンバリ族、ドゥカワ族、ブッサ族、ザバマ族などが住む。

## 治安
2019年現在、犯罪集団が村々を急襲して家畜を盗むほか、営利誘拐を行うなど治安が悪化している。自警団を組織した村では、盗賊集団に反撃して59人以上を殺害する事例も見られている。